# U-434
U-434 (ursprünglich russisch Б-515, B-515) ist ein U-Boot des Projektes 641B „Som“ der sowjetischen und russischen Marine, das als Museumsschiff in Hamburg liegt. Die U-Boote des Projektes 641B zählten zu den weltweit größten konventionell angetriebenen U-Booten und wurden von der NATO als Tango-Klasse bezeichnet.

## Das Boot
Б-515, B-515 wurde auf der russischen U-Bootwerft Krasnoje Sormowo in Nischni Nowgorod 1976 in acht Monaten gebaut. Es wurde in die sowjetische Nordflotte eingegliedert und war bis zum April 2002 im Dienst. Es bekam eine sechs Zentimeter dicke Gummibeschichtung, welche die Sonarortung erschwerte. Ein Ausstattungsdetail war die Belüftungsanlage mit der die thermischen Verhältnisse möglichst erträglich gehalten werden sollten. Dennoch wurde während einer Tauchfahrt an Bord eine Arbeitstemperatur oberhalb von 40 °C und im Motorraum sogar oberhalb von 60 °C gemessen.

### B-515 – Dienst in der sowjetischen/russischen Marine
Zwischen 1980 und 1984 führte es mehrere Patrouillen im Mittelmeer durch und besuchte im Oktober 1985 Havanna. 1998 wurde das Boot zur Reserve der Flotte versetzt und im April 2002 schließlich außer Dienst gestellt.

### U-434 – Museumsschiff
Nachdem es außer Dienst gestellt worden war, kauften es Investoren für eine Million Euro und ließen es nach Hamburg bringen. Der Transport kostete eine weitere Million. Eine Voraussetzung für die Überführung war, dass das U-Boot die Fahrt nicht aus eigener Kraft durchführen durfte, sondern geschleppt werden musste. Die russische Marine stoppte während der Überfahrt das U-Boot und baute viele technische Anlagen aus, vor allem Waffensysteme und Steuerungssysteme sowie andere technische Anlagen, die der Geheimhaltung unterlagen. In Hamburg angekommen, wurden bei Blohm & Voss weitere Umbauten am U-Boot vorgenommen. So wurden in den Rumpf an Bug und Heck größere Löcher geschnitten, um dort Ein- und Ausgänge für Besucher zu realisieren. Aufgrund weiterer Umbauten kann das U-Boot heute auch nicht mehr gesteuert werden. Durch diese Umbauten ist das Boot nicht mehr seegängig oder gar tauchfähig.
Schließlich wurde das Boot mit der fiktiven Bezeichnung U-434 versehen und lag bis zum 15. April 2010 in der Hamburger HafenCity (Versmannstraße, am Baakenhafen ⊙). Seitdem liegt es als Museumsschiff „U-Bootmuseum Hamburg“ am Fischmarkt (St. Pauli Fischmarkt 10, 500 Meter westlich von den Landungsbrücken).
Michel Abdollahi nutzt das U-Boot seit 2016 für seine Talkshow „Käpt'ns Dinner“ und empfängt in der Kommandozentrale des U-Bootes einen einzelnen Gast zum Gespräch, wobei die beengten und labyrinthischen Verhältnisse an Bord jedes Mal thematisiert werden.

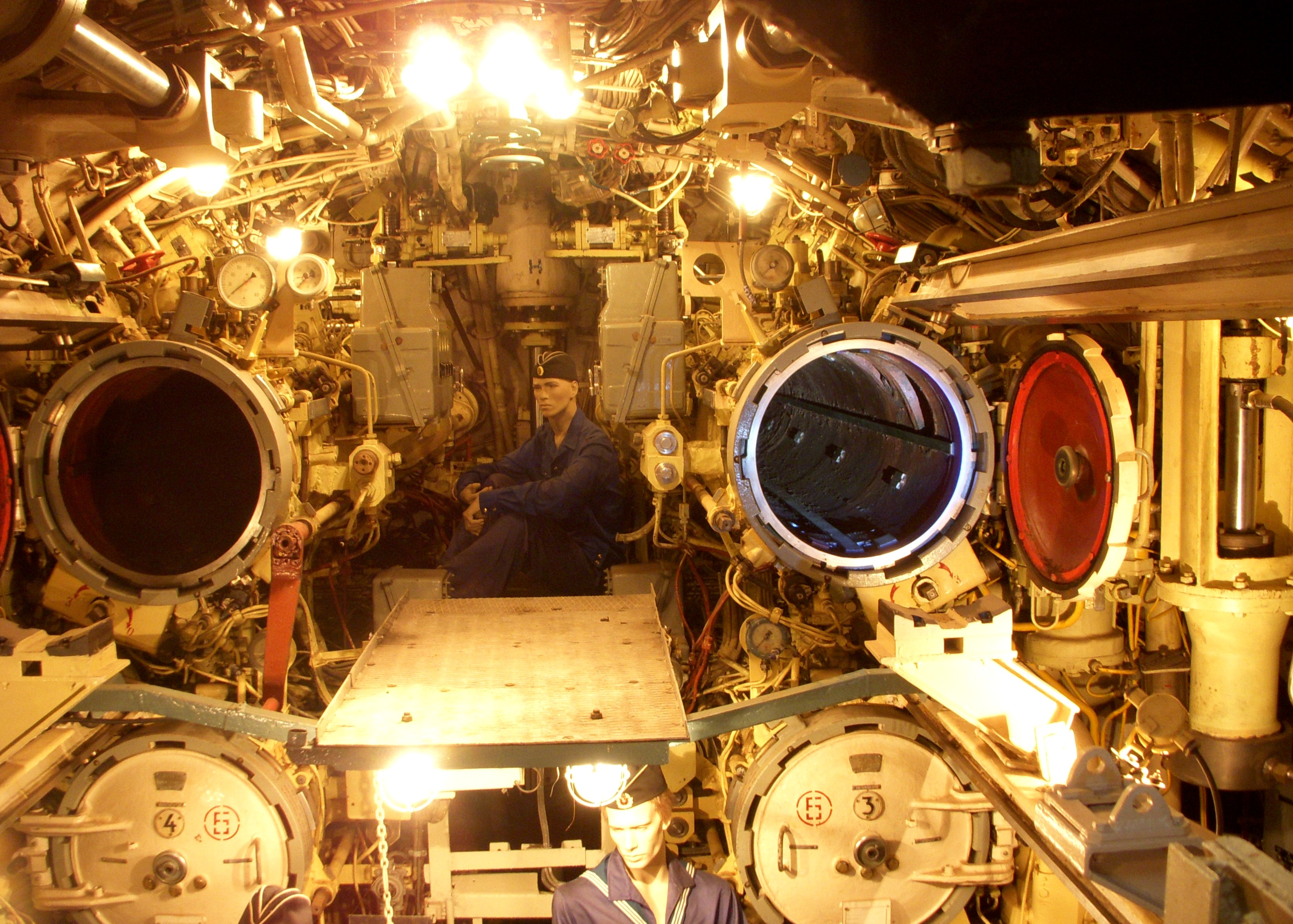
Torpedoraum
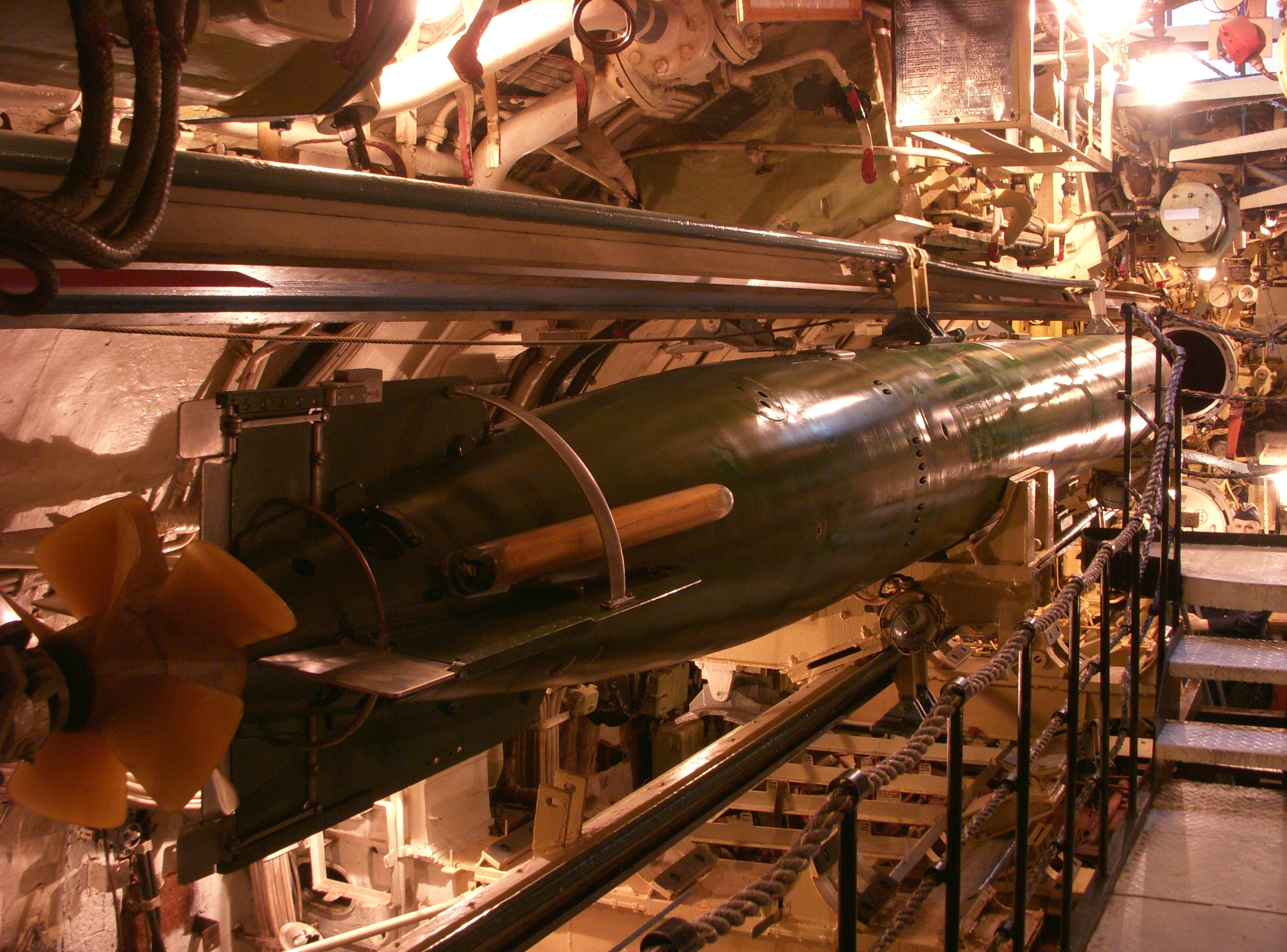
Torpedo
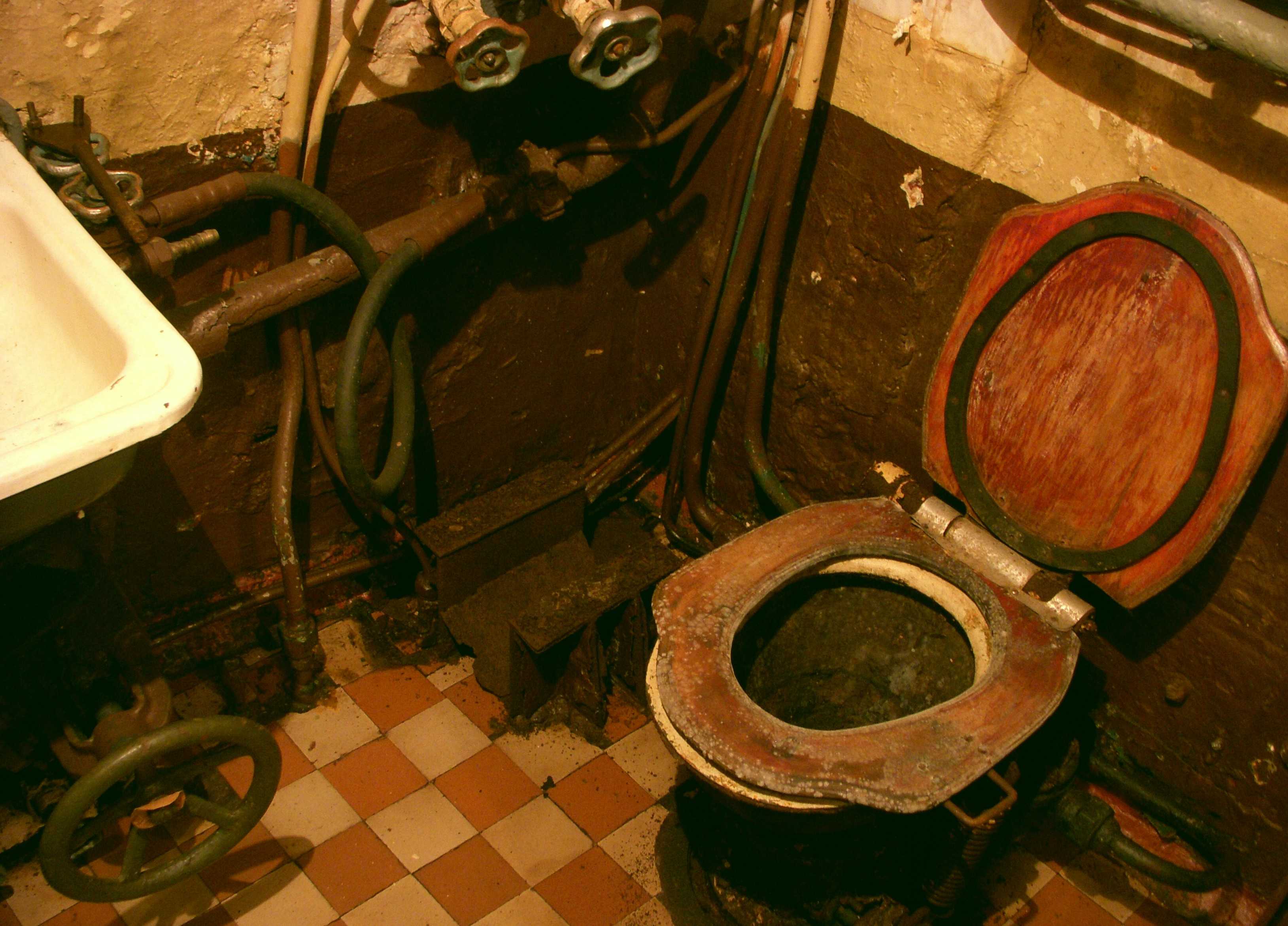
Mannschaftstoilette
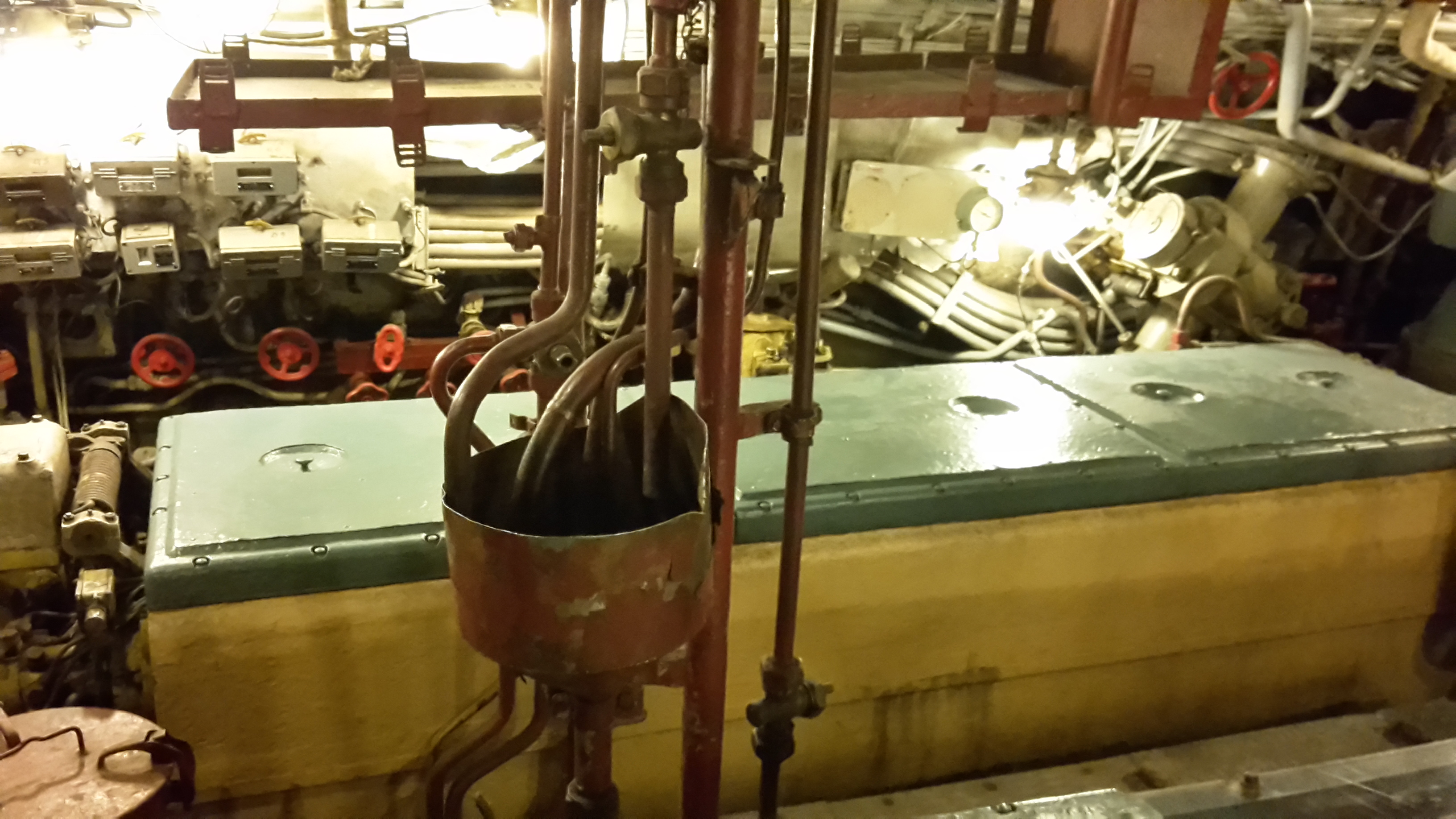
Dieselmaschinenraum
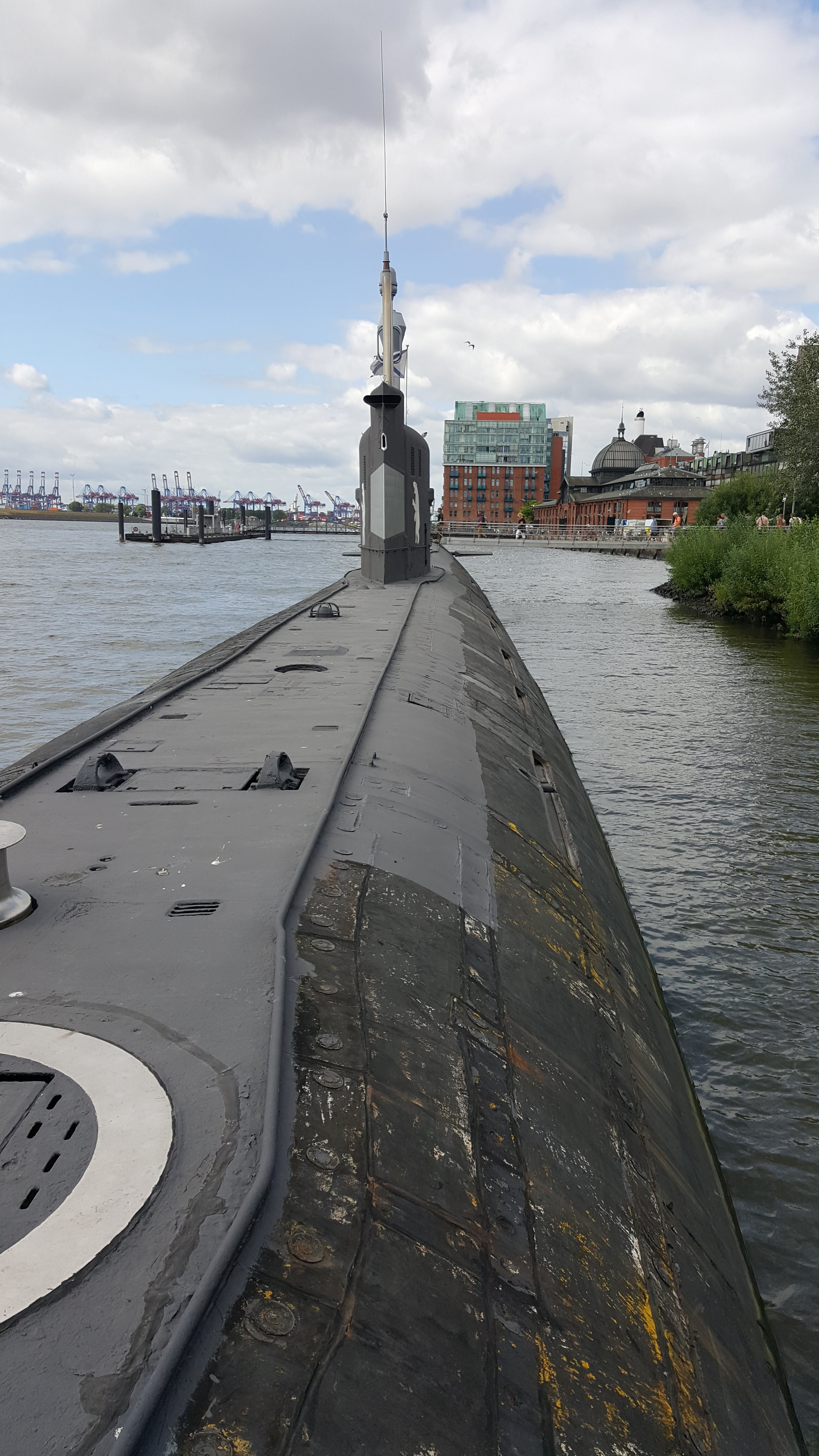
Frontansicht

## Technische Daten

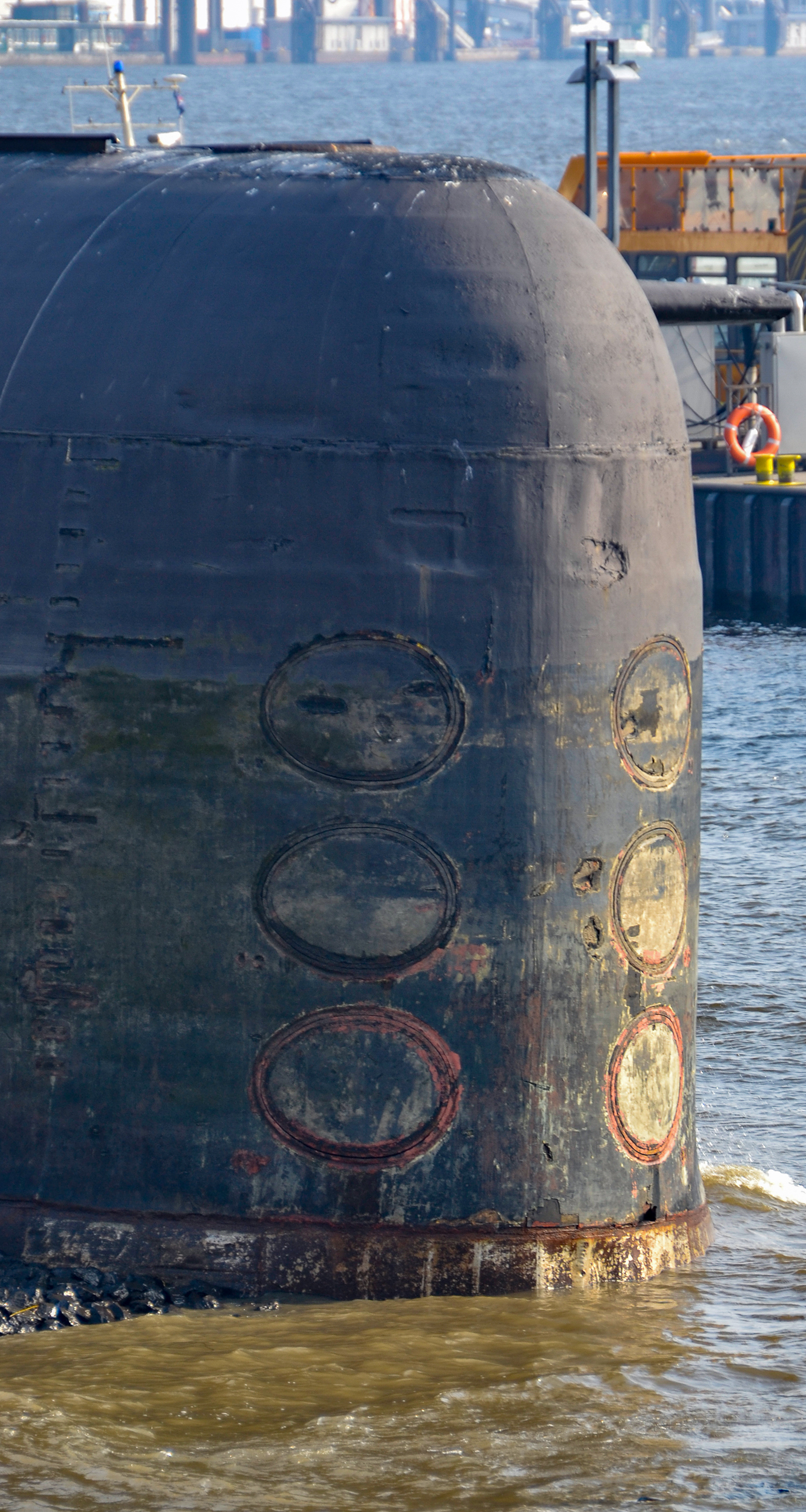
Die sechs Bug-Torpedorohre

Angaben laut Broschüre für U-434

### Abmessungen
- Länge: 90,16 Meter
- Breite: 8,72 Meter
- Gesamthöhe: 14,72 Meter (inkl. ausgefahrener Antenne)
- Tiefgang: 6,6 Meter
- Max. Tauchtiefe: 400 Meter
- Zerstörungstiefe: 600 Meter
- Verdrängung: (aufgetaucht: 2800 t, getaucht: 3630 t).

### Bewaffnung
- 6 Torpedorohre
- 24 Torpedos, Kaliber 533 mm, Länge 8,14 Meter, Geschwindigkeit ca. 60 Knoten
- Seeminen und Raketentorpedos